# Escolástica

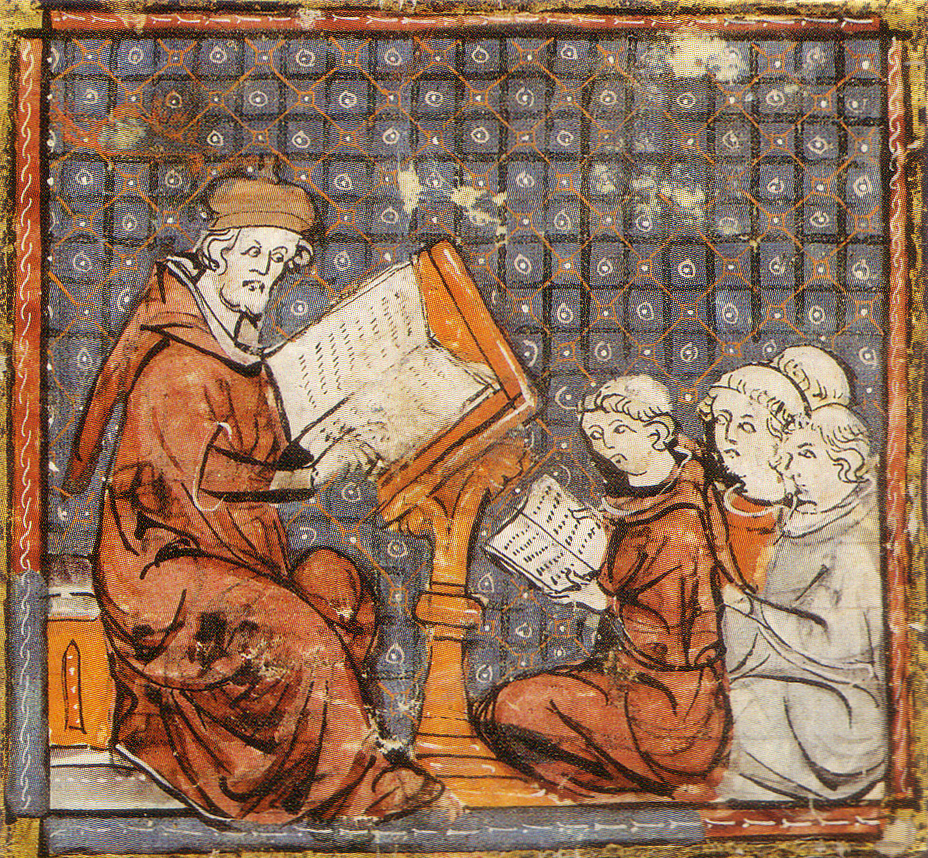
Curso de filosofía en París, ilustración de Grandes crónicas de Francia.

La escolástica (palabra originada en el latín medieval scholasticus, a través del latín tardío scholastĭcus, 'erudito' o 'escolar', como préstamo del griego σχολαστικός [scholastikós], adjetivo derivado de σχολή [skholé], 'ocio' o 'tiempo libre')  es una corriente teológica y filosófica medieval que utilizó parte de la filosofía grecolatina clásica para comprender la revelación religiosa del cristianismo. 
Fue la corriente teológico-filosófica predominante del pensamiento medieval, tras la patrística de la Antigüedad tardía, y se basó en la coordinación entre fe y razón, que en cualquier caso siempre suponía una clara subordinación de la razón a la fe (Philosophia ancilla theologiae, «la filosofía es sierva de la teología»). José Ferrater Mora señala que «hoy día se tiende a rechazar esta concepción o a no insistir demasiado en ella». La escolástica «no es continuación de la patrística desde el solo punto de vista religioso. La misma elaboración filosófica a la cual va a hallarse sometida la verdad religiosa, no es, a su vez, más que la prolongación de un esfuerzo que se une con la filosofía griega y llena los siglos precedentes». El surgimiento de la escolástica estuvo estrechamente asociado con estas escuelas que florecieron en Italia, Francia, España e Inglaterra. Predominó en las escuelas catedralicias y en los estudios generales que dieron lugar a las universidades medievales europeas, en especial entre mediados del siglo XI y mediados del XV.
Como programa, la escolástica comenzó como un intento de armonización por parte de los pensadores cristianos medievales, para concordar las diversas autoridades de su propia tradición y para reconciliar la teología cristiana con la filosofía clásica y de la antigüedad tardía, especialmente la de Aristóteles pero también del neoplatonismo. Su formación fue, sin embargo, heterogénea, ya que acogió en su seno corrientes filosóficas no solo grecolatinas, sino también árabes y judaicas. Esto incentivó en este movimiento una fundamental preocupación por consolidar grandes sistemas sin contradicción interna que asimilasen toda la tradición filosófica clásica. Por otra parte, se ha señalado en la escolástica una excesiva dependencia del argumento de autoridad y un descuido de las ciencias y el empirismo.[cita requerida]
Pero la Escolástica también es un método de trabajo intelectual: todo pensamiento debía someterse al principio de autoridad, y la enseñanza podía limitarse en principio a la reiteración de los textos clásicos, y sobre todo de la Biblia (principal fuente de conocimiento). A pesar de ello, la escolástica incentivó el razonamiento y la especulación, pues suponía adaptarse a un riguroso sistema lógico y un estructurado esquema del discurso que debía ser capaz de exponerse a refutaciones y preparar defensas.
Los escolásticos incluyen como figuras principales a Anselmo de Canterbury (el padre de la escolástica), Pedro Abelardo, Alejandro de Hales, Alberto Magno, Juan Duns Scoto, Buenaventura y Tomás de Aquino. Se ha llevado a cabo un trabajo importante en la tradición escolástica mucho más allá de la época de Tomás de Aquino, por ejemplo, por Francisco Suárez y Luis de Molina, y también entre pensadores luteranos y reformados.

## Etimología
Los términos ‘escolástico’ y ‘escolasticismo’ derivan de la palabra latina scholasticus, la forma latinizada del griego σχολαστικός [scholastikós], adjetivo derivado de σχολή [scholē], ‘escuela’ a partir de un cierto momento, pero que originariamente denotaba el ‘tiempo libre’. Scholasticus significa ‘perteneciente o relativo a las escuelas’. Los ‘escolásticos’ eran, más o menos, ‘escolares’.
Según Edward Feser, «estrictamente hablando, no existe el escolasticismo» como una sola filosofía que se enseñó en las universidades de la Europa medieval. El término ‘escolasticismo’ fue adoptado más tarde por neoescolásticos autodenominados de finales del siglo XIX y principios del XX. Feser sostiene que se puede hablar de un neo-neoescolasticismo que intenta revivir el neoescolasticismo.

## Etapas

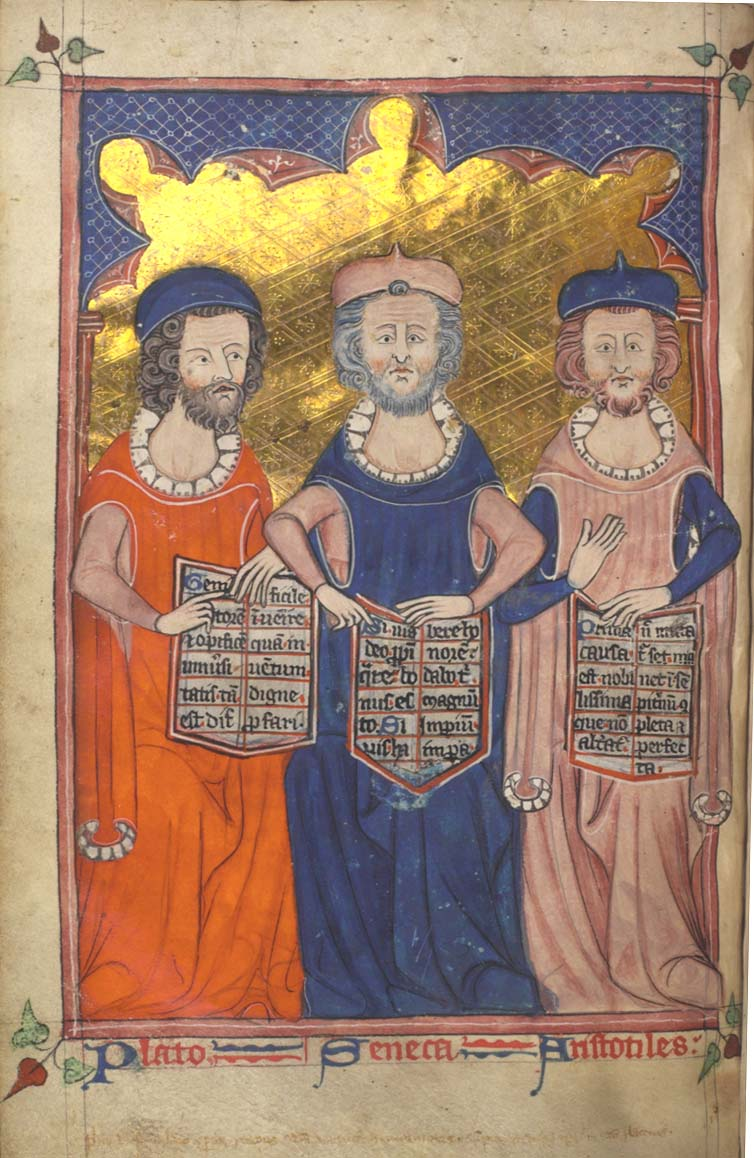
Platón, Séneca y Aristóteles en una ilustración de un manuscrito medieval.

Ideológicamente la escolástica evolucionó en tres fases, a partir de la inicial identificación entre razón y fe, ya que para los religiosos el mismo Dios es la fuente de ambos tipos de conocimiento y la verdad es uno de sus principales atributos, de forma que Dios no podía contradecirse en estos dos caminos a la verdad y, en última instancia, si había algún conflicto, la fe debía prevalecer siempre sobre la razón, así como la teología sobre la filosofía.
De ahí se pasó a una segunda fase en que existía la conciencia de que la razón y la fe tenían solo una zona en común.
Por último, ya a fines del siglo XIII y comienzos del siglo XIV, en una tercera fase, la separación y divorcio entre razón y fe fueron mayores, así como entre filosofía y teología.
Cronológicamente pueden distinguirse fundamentalmente tres épocas:
- Desde el comienzo del siglo IX al fin del siglo XII la escolástica está marcada por la polémica cuestión de los universales, que opone a los realistas encabezados por Guillermo de Champeaux, a los nominalistas representados por Roscelino y a los conceptualistas guiados por Pedro Abelardo.
- Del siglo XII al fin del siglo XIII tiene lugar la entrada de Aristóteles, primero indirectamente a través de los filósofos judíos y árabes, especialmente Averroes, pero en seguida directamente traducido del griego al latín por Alberto Magno y por Guillermo de Moerbeke, secretario de Tomás de Aquino. Se distingue la filosofía de la teología.
- La tercera abarca todo el siglo XIV: Guillermo de Ockham se decanta por los nominalistas y se opone al tomismo, separando y divorciando la filosofía de la teología.

### Filosofía y cristianismo
Los fundamentos de la escolástica cristiana fueron establecidos por Boecio a través de sus ensayos lógicos y teológicos, y los precursores posteriores (y luego compañeros) de la escolástica fueron la filosofía judía e islámica.
Uno de los primeros puntos que deben tenerse en cuenta es la influencia que filósofos como Aristóteles y Platón han tenido en la formación de las ideas fundamentales del cristianismo, tanto en el pensamiento desarrollado durante los primeros siglos de esta era por los Padres de la Iglesia, como en el apogeo de su filosofía con la escolástica, en el periodo comprendido entre los siglos XI y XIII.
Desde sus comienzos, el cristianismo ha visto a la filosofía como un medio propicio para entender y profundizar el misterio revelado por la fe.
Todas aquellas verdades que podemos conocer a través de nuestras experiencias deben ser alcanzadas mediante el recto uso de la razón, pero respecto de aquellas que nos han sido reveladas, esta debe ir detrás de la fe, la filosofía debe ponerse al servicio de la teología.
Sin duda, todas estas cuestiones se mantienen en la filosofía cristiana hasta nuestros días y es quizás esta una prueba histórica de que la pretensión de verdad de la religión cristiana no es extraña a la razón del hombre, sino que, por el contrario, ella revela su origen más profundo.[cita requerida]

## Preescolástica
La Pre-escolástica parte de los orígenes patrísticos y de la herencia clásica. Se caracterizó por momentos de gran decadencia moral y cultural debido a la ausencia del poder y autoridad de unidad administrativa, que quedó en pueblos bárbaros. Posteriormente, Carlos Martel (686-741) llegó a consolidar el imperio Carolingio. El mundo político estaba además jerarquizado por la Iglesia. En tal virtud, en el renacimiento carolingio se empezó a designar con el nombre de escolástico a todo el que libre de oficios serviles, consagraba sus ocios al estudio y después de que Carlo Magno (768-814) hizo del «Officium Scholasticum» llámese «scholasficum» a todo el que regentaba una cátedra en las escuelas y universidades de la Edad Media.

### SiglosVIalIX: inicio del pensar didáctico

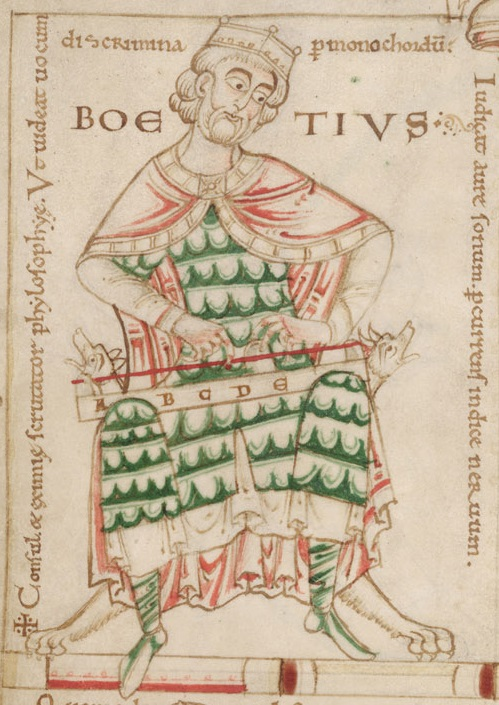
Miniatura medieval de Boecio con un instrumento musical del.

La filosofía medieval Pre-escolástica estuvo marcada por un tradicionalismo y la sumisión a la autoridad. Se inicia la ordenación de sentencias y aplicación del método de interrogaciones y soluciones. Empieza además una producción de recopilaciones de textos. Los principales exponentes del periodo son Boecio y Juan Escoto.

#### Severino Boecio
Severino Boecio (477-524) era un senador romano, filósofo de principios del siglo VI, autor de numerosos manuales y traductor de obras de Platón y Aristóteles. Se convirtió en el principal intermediario entre la antigüedad clásica y los siglos siguientes. Escribió mientras estaba encarcelado por el rey ostrogodo Teodorico el Grande la Consolación de la filosofía, un tratado filosófico sobre fortuna, muerte y otros temas, que se convirtió en una de las obras más populares e influyentes de la Edad Media.

#### Juan Escoto Erígena
Escoto Eriúgena (810-877) fue un destacado filósofo del renacimiento carolingio. Su filosofía se mantiene en la línea de lo que se conoce como neoplatonismo en cuanto al platonismo y la teología negativa (o apofática) del cristianismo de Pseudo Dionisio en términos panteísticos. Como Dios es incomprensible, Dios no se conoce a sí mismo.

#### Gerberto de Aurillac
Gerberto de Aurillac (945-1003) alcanzó gran renombre como teólogo y filósofo, destacando obras como Sobre lo racional y sobre el uso de la razón y Sobre el cuerpo y la sangre de Cristo; pero es en su faceta de matemático en la que más destacó. Introdujo en Francia el sistema decimal islámico y el uso del cero.

#### Otros filósofos
- Casiodoro
- San Isidoro

## Escolástica inicial
Se denomina «primera escolástica» o «escolástica temprana» la que tuvo lugar durante los siglos IX y XII, periodo caracterizado por las grandes cruzadas, el resurgimiento de las ciudades y por un centralismo del poder papal que desembocó en una lucha por las investiduras. La renovación del aprendizaje en Occidente se produjo con el renacimiento carolingio de la Alta Edad Media con la fundación de nuevas escuelas. Estuvo marcado con un pensamiento agustiniano y la penetración del pensamiento aristotélico.

### SiglosIXalXII: la cuestión de los universales

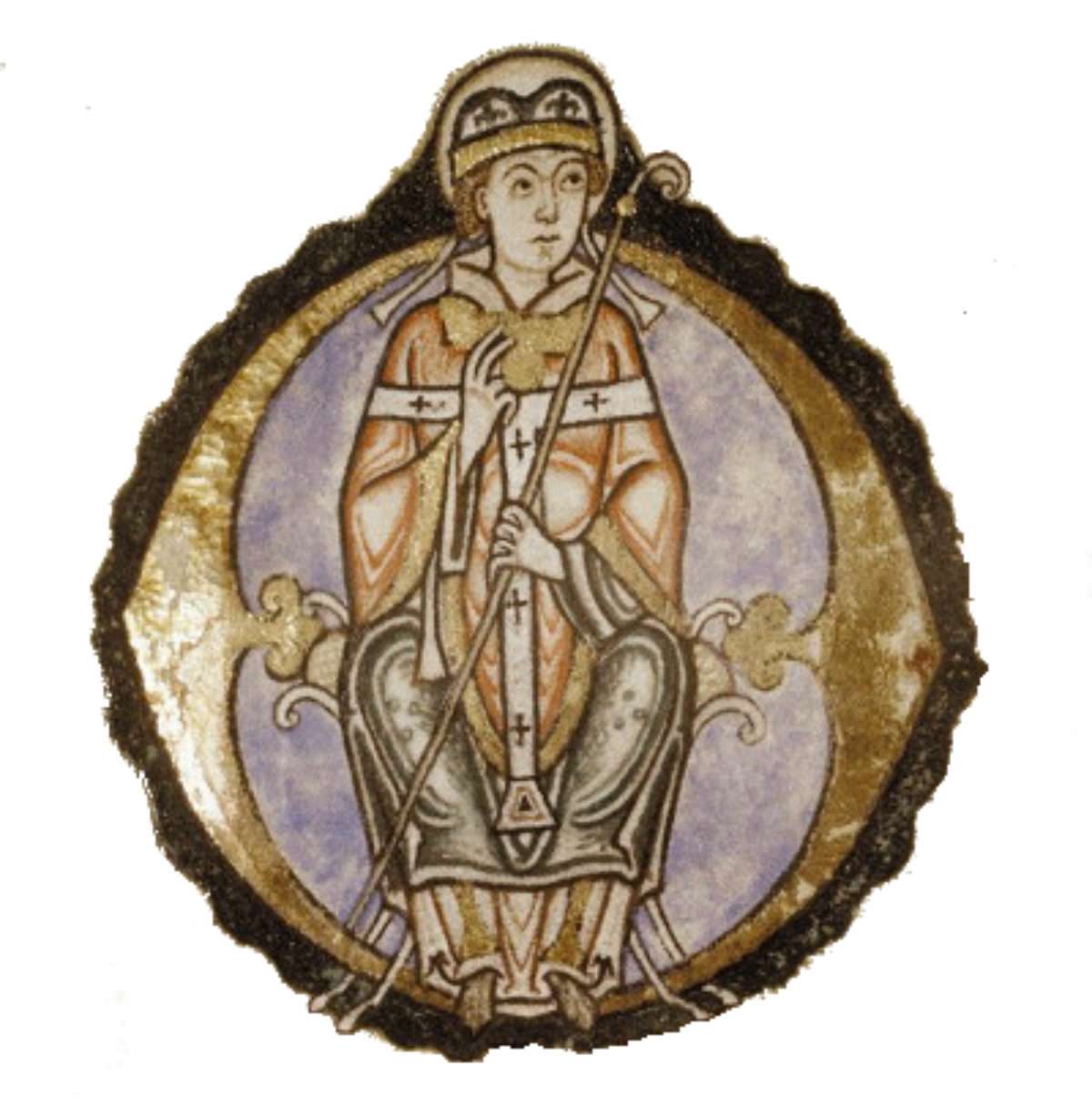
Miniatura de Anselmo del.

Desde el comienzo del siglo IX al fin del siglo XII los debates se centraron en la cuestión de los universales, que opone a los realistas encabezados por Guillermo de Champeaux, a los nominalistas representados por Roscelino y a los conceptualistas (Pedro Abelardo). 

#### Anselmo de Canterbury
La figura más descollante de esta época fue san Anselmo de Canterbury (1033-1109). Considerado el primer escolástico, sus obras Monologion y Proslogion tuvieron una gran repercusión, centrada sobre todo en su debatido argumento ontológico para probar la existencia de Dios a priori.

#### Pedro Abelardo
Pedro Abelardo (1079-1142) renovará la lógica y la dialéctica y creará el método escolástico de la quaestio —un problema dialecticum— con su obra Sic et non.

#### Escuela de Chartres
En el siglo XII, la Escuela de Chartres se renueva con las figuras de Bernardo de Chartres (muerto en 1124), Thierry de Chartres, Bernardo Silvestre y Juan de Salisbury. Influidos por el neoplatonismo, el estoicismo y la ciencia árabe y judía, su interés se centró fundamentalmente en el estudio de la naturaleza y en el desarrollo de un humanismo que entrará en conflicto con las tendencias místicas de la época representadas por Bernardo de Claraval (1091-1153). La escuela de Chartres era seguidora de la escuela de lógica parvipontina fundada por Adam du Petit-Pont (1100-1169), quien fuera maestro del propio Juan de Salisbury, Robert de Melun, Guillaume de Soissons, Albéric de Rheims y Guillermo de Tiro. Los parvipontinos de la escuela de Chartres propugnaban el uso de la lógica aristotélica en todos los argumentos teológicos; esto los puso en conflicto con las escuelas místicas.

#### Otros filósofos
Hugo de San Víctor, sin embargo, llevará a cabo una conciliación entre misticismo y escolasticismo, siendo además el primero que escribió una Summa en la Edad Media (Summa Sententiarum).

## Alta escolástica
La «Alta escolástica» o «la edad de oro de la escolástica» estuvo marcada por un renacimiento de la antigua filosofía clásica mediante la reinterpretación del pensamiento aristotélico y sus variantes islámicas (Averroes, Avicena...), de tal manera que quedaba conciliado con los dogmas cristianos. En la orden dominica predominaba el pensamiento tomista, mientras que en la franciscana aún predominaba el agustinianismo.

### SigloXIII: apogeo de la escolástica

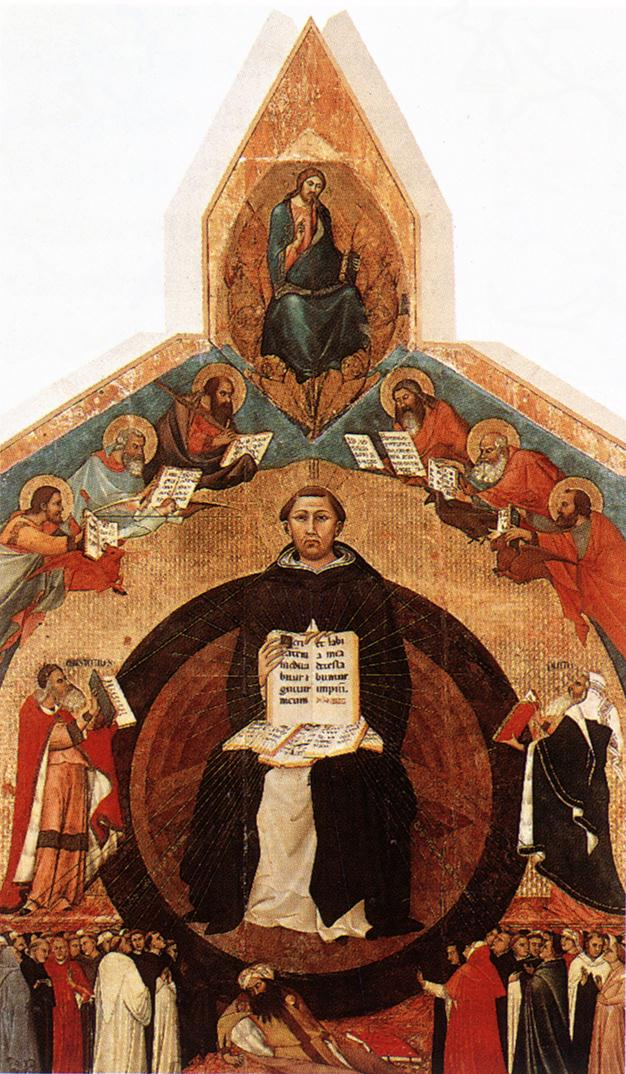
El Triunfo de Santo Tomás de Aquino por Lippo Memmi.

El apogeo de la escolástica coincide con el siglo XIII, en que se fundan las universidades y surgen las órdenes mendicantes (dominicos y franciscanos, mayormente), de donde procederán la mayoría de los teólogos y filósofos de la época.

#### Dominicos y franciscanos
Los dominicos asimilaron la filosofía de Aristóteles a partir de las traducciones e interpretaciones islámicas de Avicena y Averroes. Los franciscanos seguirán la línea abierta por la patrística, y asimilarán el platonismo, que era mucho más armonizable con los dogmas cristianos.
Ambas órdenes produjeron brillantes pensadores. En los dominicos destacan Alberto Magno (1193/1206-1280) y Tomás de Aquino (1225-1274). Entre los franciscanos destacan Alejandro de Hales, san Buenaventura (1221-1274) y Robert Grosseteste, aunque este último perteneció también a la Escuela de Oxford, mucho más centrada en investigaciones científicas y en el estudio de la naturaleza y una de cuyas principales figuras fue Roger Bacon (1210-1292), defensor de la ciencia experimental y de la matemática.

#### Alberto Magno
Alberto Magno (1193/1206-1280) fue el primero en introducir y articular con la fe los textos aristotélicos. Fue profesor de Santo Tomás de Aquino. Alberto nació alrededor del año 1206 en Lauingen (hoy, Alemania), cerca del Danubio; hizo sus estudios en Padua y en París. Ingresó a la Orden de Predicadores, en la que ejerció con éxito el profesorado en varios lugares. Ordenado obispo de Ratisbona, puso todo su empeño en pacificar pueblos y ciudades. Es autor de importantes obras de teología, como también de muchas sobre ciencias naturales y sobre filosofía. Murió en Colonia el año 1280.

#### Tomás de Aquino
Sin duda, el máximo representante de la teología dominica y en general de la escolástica es santo Tomás de Aquino (1225-1274) elevado al rango de Doctor de la Iglesia. En su magna obra Summa teologica o Summa Theologiae aceptó el empirismo aristotélico y su teoría hilemórfica y la distinción entre dos clases de intelectos. De la filosofía árabe, Avicena tomó la distinción (ajena a los griegos) entre ser de esencia y el ser (de existencia). Dios se hace comprensible únicamente a través de una doble analogía.
Elaboró así una fusión platónico-aristotélica, el tomismo, que con sus argumentos cosmológicos y teleológicos (Quinque viae) para demostrar la existencia de Dios han sido la base fundamental de la filosofía cristiana durante muchos siglos. La demarcación entre filosofía y creencia religiosa llevada a cabo por Tomás de Aquino iniciará el proceso de independencia de la razón a partir del siglo siguiente y representará el fin de la filosofía medieval y el comienzo de la filosofía moderna.

#### Buenaventura de Fidanza
Juan de Fidanza (1221-1274), conocido como San Buenaventura, estudió en Universidad de París se ordenó franciscano. Buenaventura estaba de acuerdo con Tomás de Aquino en que era posible conocer la existencia de Dios, su naturaleza, la inmortalidad del alma y las ley natural universal del bien del mal. Contrario que Santo Tomás, seguía a San Agustín en la necesidad de la iluminación divina en el conocimiento y las formas platónicas en la mente de Dios (ejemplarismo), dando un papel más importante a la gracia divina.

#### Otros filósofos
- Pedro Hispano

## Periodo de decadencia
La «Baja escolástica» se denomina a la fase final de la escolástica entre los siglos XIV y XV año 1280. El pensamiento escolástico giró hacia un misticismo y por otro lado al estudio de las ciencias naturales. Surgieron corrientes nuevas como el nominalismo que rompía la armonía fe y la razón anterior. Cabe mencionar en este periodo las condenas de París, donde los obispos de París condujeron una serie de investigaciones para prohibir ciertas enseñanzas de Aristóteles y de Averroes consideradas heréticas o contrarias al dogma cristiano.

### SigloXIV: separación de la filosofía y de la teología

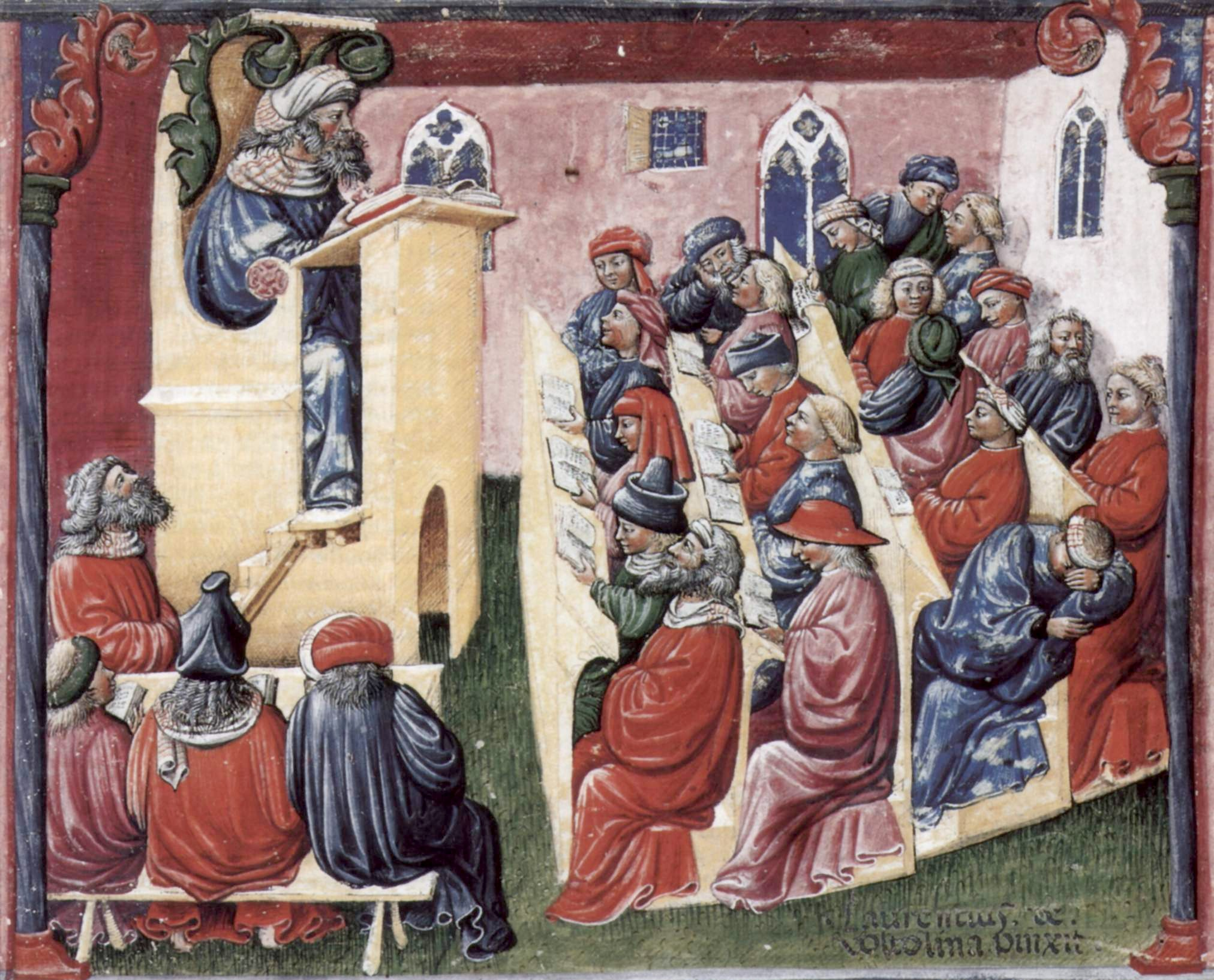
Imagen de una clase de universidad del.

En el siglo siguiente los franciscanos cobran importancia. De este período sus máximos representantes son Juan Duns Escoto llamado Doctor Sutil, y Guillermo de Ockham, para quien la inteligibilidad del mundo y, principalmente, la de Dios, serían firmemente cuestionadas; misma línea de pensamiento que sería continuada por sus sucesores y que daría por resultado la decadencia de la escolástica.
Precedente de ambos sería la Escuela de Oxford (Robert Grosseteste y Roger Bacon) centrada en el estudio de la naturaleza, defendiendo la posibilidad de una ciencia experimental apoyada en la matemática, contra el tomismo dominante. La polémica de los universales se terminó decantando por los nominalistas, lo que dejaba un espacio a la filosofía más allá de la teología.

#### Juan Duns Escoto
Juan Duns Scoto (1266-1308), franciscano de origen escocés, llega a la idea de Dios: el Ser Infinito, como una noción alcanzada por vía metafísica; esta, entendida por el franciscano en su estricto sentido aristotélico como la ciencia del ser en cuanto ser. Establece así una autonomía de la filosofía y la teología, pues es claro que cada una de estas disciplinas tiene su método y objeto propio; aunque para Escoto la teología supone desde luego, una metafísica.

#### Guillermo de Ockham
Pero será Guillermo de Ockham (1290-1349) el que lleve más lejos este desarrollo. Su famoso principio de economía, denominado «navaja de Ockham», postulaba que era necesario eliminar todo aquello que no fuera evidente y dado en la intuición sensible: «El número de entes no debe ser multiplicado sin necesidad».
En el acto de conocer hemos de dar prioridad a la experiencia empírica o «conocimiento intuitivo», que es un conocimiento inmediato de la realidad (particular), ya que si todo lo que existe es singular y concreto, no existen entidades abstractas (formas, esencias) separadas de las cosas o inherentes a ellas. Los universales son únicamente nombres (nomen) y existen solo en el alma (in ánima).
Esta postura, conocida como nominalismo, se opone a la tradición aristotélico-escolástica, que era fundamentalmente realista. Los conceptos universales, para Ockham, no son más que procesos mentales mediante los cuales el entendimiento aúna una multiplicidad de individuos semejantes mediante un término. El nominalismo conduce a afirmar el primado de la voluntad sobre la inteligencia. La voluntad de Dios no está limitada por nada (voluntarismo), ni siquiera las ideas divinas pueden interferir la omnipotencia de Dios. El mundo es absolutamente contingente y no ha de adecuarse a orden racional alguno. El único conocimiento posible ha de basarse en la experiencia (intuición sensible). La teología no es una ciencia, ya que sobrepasa los límites de la razón: la experiencia. Después de Ockham, la filosofía se separará de la teología y la ciencia comenzará su andadura autónoma.
No se preocupa por lo que es el movimiento sino por cómo funciona el mismo. Este y otros autores son los precursores de Galileo Galilei.

## Segundo escolasticismo

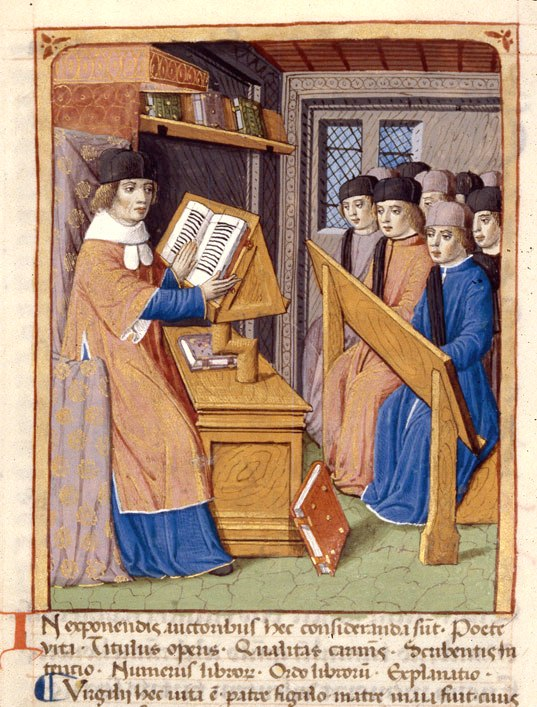
Miniatura de un maestro enseñando las artes pastorales, una miniatura del.

Todavía, sin embargo, tendrá el escolasticismo una renovación de carácter renacentista que surgirá en los siglos XV y XVI con España como centro principal, y la cual estará particularmente asociada a las órdenes dominicana y jesuítica. Este escolasticismo tardío tendrá en el jesuita español Francisco Suárez (1548-1617) uno de sus máximos exponentes. En la obra más importante de este, las Disputaciones metafísicas (1597), escrita en latín, se resume y moderniza toda la tradición escolástica anterior y se sientan las bases del iusnaturalismo o derecho natural de Hugo Grocio. Su obra, fecunda en inspiraciones ulteriores, fue muy influyente a lo largo del siglo XVII y XVIII y todavía se pueden encontrar ecos de ella en Hegel e incluso en Heidegger. Si bien continúa la tradición aristotélica de la filosofía española, añade elementos del nominalismo.
Así, para Suárez la distinción entre esencia y existencia es solamente una distinción de razón y de hecho cada existencia tiene su propia esencia. Solo Dios, en tanto que ser en sí, es capaz de percibir la distinción en el ser en otro, es decir, las criaturas.
El cógito de René Descartes surge de la noción suareciana de sustancia espiritual creada, que razona por intuición. También la mónada de Gottfried Leibniz (1646-1716) proviene de esta noción. La distinción entre esencia y existencia como distinción de razón (el concepto de sustancia de Baruch Spinoza) también tiene su origen en la filosofía de Suárez, y el sujeto trascendental de Kant se inspira en la noción de analogía de atribución manejada en esta tradición escolástica.

## Neoescolástica

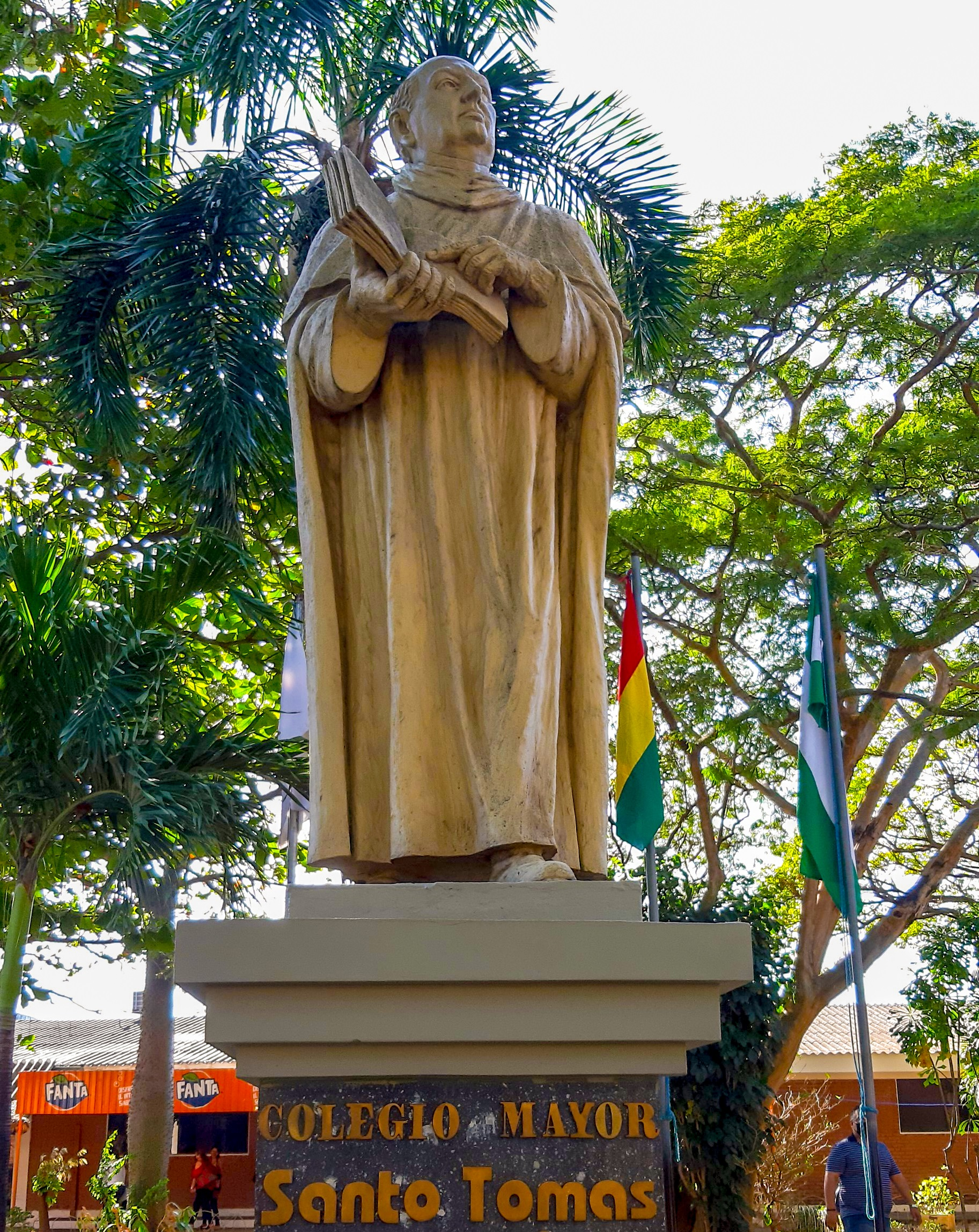
Monumento a Santo Tomás de Aquino (Colegio Santo Tomás en Santa Cruz, Bolivia)

En el siglo XIX se produce un resurgimiento de la escolástica denominado «neoescolástica» y en el siglo XX surgirá un «neotomismo», cuyas figuras más representativas fueron Jacques Maritain y Étienne Gilson. Ambos contribuyeron a difundir el tomismo en la cultura laica. Merecen destacarse también Désiré Joseph Mercier, Desiderio Nys, A. Farges, Tomasso Zigliara, Fernand van Steenberghen, Leo Elders, M. Grabmann, Armand Maurer, Charles de Koninck, James A. Weisheipl, Jean-Pierre Torrell, Josef Pieper, Pierre Mandonnet, A. D. Sertillanges, Reginaldo Garrigou-Lagrange, Odon Lottin OSB, Gallus M. Manser, Cornelio Fabro, John F. Wippel, etc.
Bertrand Russel cita en Historia de la filosofía occidental a R. H. Tawney, quien dice que el verdadero descendiente de Aquino es la teoría del valor del trabajo, siendo el último de los escolásticos Karl Marx en economía.
El balance del tomismo en el siglo XX es muy positivo. En este siglo merece destacarse la labor que han realizado los dominicos españoles. Además de los ya citados destacan: Victorino Rodríguez, Santiago Ramírez, Guillermo Fraile OP y Teófilo Urdánoz (autores de Historia de la Filosofía, BAC), Quintín Turiel y Aniceto Fernández. En la actualidad continúan enseñando la filosofía de Santo Tomás: José Todolí, Juan José Gallego, Jordán Gallego, Vicente Cudeiro, Armando Bandera, Marcos F. Manzanedo, Mateo Febrer, Vicens Igual y Juan José Llamedo. Uno de los filósofos más importantes de los dominicos fue el español Abelardo Lobato, que llegó a ser rector de la Facultad de Teología de Lugano (Suiza).
También el jesuita español Ramón Orlandis Despuig, fundador de la Schola Cordis Iesu (1925) e inspirador de la revista Cristiandad (1944), quien formó a Jaume Bofill i Bofill y a Francisco Canals Vidal, con quienes se empezó a conocer la Escuela tomista de Barcelona.
Han sido muchos quienes han contribuido al florecimiento del tomismo: Ángel González Álvarez, Leopoldo Eulogio Palacios, Carlos Cardona y su discípulo Ramón García de Haro. Asimismo, Antonio Millán-Puelles, Osvaldo Lira, Leonardo Castellani, Julio Meinvielle, Francisco Canals y la escuela tomista de Barcelona, Juan Vallet de Goytisolo, Jesús García López, Mariano Artigas Mayayo, Luis Clavell Martínez-Repiso, Ángel Luis González, Miguel Ayuso, Rafael Alvira, Rafael Gambra Ciudad, Tomás Melendo, Eudaldo Forment, Armando Segura, Luis Romera, Alfonso García Marqués, Patricia Moya, y Javier Pérez Guerrero.
En Argentina sobresalen Tomás D. Casares, Octavio Nicolás Derisi, Alberto Caturelli, Juan José Sanguineti, Juan Alfredo Casaubón, Ignacio Andereggen, Juan R. Sepich (en su primera época), Guido Soaje Ramos, el jesuita Ismael Quiles y el dominico Domingo Basso, entre otros.
Recientemente se ha despertado un interés renovado en la forma ‘escolástica’ de hacer filosofía en los confines de la filosofía analítica. El tomismo analítico puede verse como una parte pionera de este movimiento.

## Lectura adicional
- Hyman, J.; Walsh, J. J., eds. (1973). Philosophy in the Middle Ages. Indianapolis: Hackett Publishing. ISBN 978-0-915144-05-1.
- Schoedinger, Andrew B., ed. (1996). Readings in Medieval Philosophy. New York: Oxford University Press. ISBN 978-0-19-509293-6.

- van Asselt, Willem J. (2011). Inleiding in de Gereformeerde Scholastiek [Introduction to Reformed Scholasticism] (en neerlandés). With contributions by T. Theo J. Pleizier, Pieter L. Rouwendal, and Maarten Wisse; Translated by Albert Gootjes. Grand Rapids, Michigan: Reformation Heritage Books. ISBN 978-1-60178-121-5.
- Clagett, Marshall (1982). «William of Moerbeke: Translator of Archimedes». Proceedings of the American Philosophical Society 126 (5): 356-366. JSTOR 986212.
- Decock, W. (2013), Theologians and Contract Law: The Moral Transformation of the Ius Commune (c. 1500–1650), Leiden/Boston, Brill/Nijhoff, ISBN 978-90-04-23284-6.
- Fryde, E., The Early Palaeologan Renaissance, Brill 2000.
- Gracia, J. G. and Noone, T. B., eds., (2003) A Companion to Philosophy in the Middle Ages. London: Blackwell, ISBN 0-631-21672-3
- McGrade, A. S., ed., (2003) The Cambridge Companion to Medieval Philosophy. Cambridge: Cambridge University Press.
- Lindberg, David C. (1978). Science in the Middle Ages. Chicago: University of Chicago Press. ISBN 978-0-226-48232-3.
- Maurer, Armand A. (1982). Medieval Philosophy (2nd edición). Toronto: Pontifical Institute of Mediaeval Studies. ISBN 978-0-88844-704-3. (requiere registro).
- Trueman, Carl R. and R. Scott Clark, jt. eds. (1999). Protestant Scholasticism: Essays in Reassessment. Carlisle, Eng.: Paternoster Press. ISBN 0-85364-853-0
- Feser, Edward (2014). Scholastic Metaphysics: A Contemporary Introduction (en inglés). Editiones Scholasticae. ISBN 978-3-86838-544-1.